# Copa América 1987
La Copa América 1987 fue la trigésima tercera edición de este torneo organizado por la Confederación Sudamericana de Fútbol. La sede fue Argentina y se jugó entre el 27 de junio y el 12 de julio de 1987.
Fue la octava vez que Argentina sirvió de anfitrión, la anterior ocasión había sido el Campeonato Sudamericano 1959 (28 años antes). Participaron los 10 miembros de la Confederación Sudamericana de Fútbol. El formato consistió en tres grupos de tres equipos; el primero de cada grupo clasifica a semifinales, junto con el último campeón.
El campeón fue Uruguay, que ganó la final a Chile por 1-0. Así obtuvo su decimotercero título en la competición.
A partir de esta edición en adelante, se introdujeron las mascotas de la Copa América. Así como también, a partir de esta edición en adelante, todas las ediciones futuras tendrían su propio logotipo.

## Organización

### Sedes
| Antonio Vespucio Liberti |                   |
| Capacidad: 71 676        |                   |
|                          |                   |
| Córdoba                  | Rosario           |
| Olímpico de Córdoba      | Rosario Central   |
| Capacidad: 46 083        | Capacidad: 41 654 |
|                          |                   |

### Árbitros
La lista de árbitros es la siguiente:
- Romualdo Arppi Filho.
- Luis Barrancos.
- Juan Daniel Cardellino.
- Gastón Castro.
- Bernardo Corujo.
- Armando Pérez Hoyos.
- Elías Jácome.
- Enrique Labo Revoredo.
- Francisco Lamolina.
- Asterio Martínez.

## Equipos participantes
La lista de equipos participantes es la siguiente:
| Equipos participantes | Equipos participantes | Equipos participantes | Equipos participantes | Equipos participantes |
| --------------------- | --------------------- | --------------------- | --------------------- | --------------------- |
| Argentina             | Bolivia               | Brasil                | Chile                 | Colombia              |
| Ecuador               | Paraguay              | Perú                  | Uruguay               | Venezuela             |

## Desarrollo
El torneo fue dividido en tres grupos: En el Grupo A se encontraban Perú, Argentina y Ecuador. Los dueños de casa empataron con los peruanos, 1 a 1, con goles de Diego Armando Maradona y Luis Reyna por Perú. Mientras que en su segundo partido vencieron a Ecuador por 3 a 0. Argentina logró su clasificación luego del empate entre Perú y Ecuador (1 a 1).
En el Grupo B, Chile clasificó tras dejar en el camino a Brasil y Venezuela. Los chilenos derrotaron en su primer partido a Venezuela por 3 a 1, y en su segunda presentación arrasaron con Brasil, al cual golearon por 4 a 0 con dos goles de Ivo Basay y dos de Juan Carlos Letelier. Además de estos dos goleadores, la Roja contaba con uno de los mejores porteros de su historia, Roberto Rojas y con el gran defensa central Fernando Astengo.
El equipo brasileño dirigido por Carlos Alberto, estuvo integrado por grandes jugadores como Careca, compañero de Maradona en el Napoli, Nelsinho, Valdo, Edú Marangón, Josimar, Mirandinha, Müller, Raí, Paulo Silas y Romário.
Colombia también clasificó a semifinales luego de ganar el Grupo C. En su primer encuentro venció 2 a 0 a Bolivia y luego goleó a Paraguay por 3 a 0. El equipo dirigido por Francisco Maturana mostró un gran juego en conjunto, en donde destacaban las figuras René Higuita, Leonel Álvarez, Sergio Angulo, Luis Carlos Perea, John Jairo Tréllez, Anthony de Ávila, Arnoldo Iguarán, Jorge Porras y por supuesto, el "Pibe" Valderrama.

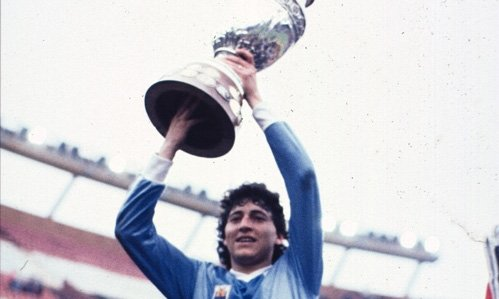
José Perdomo levantando el trofeo de la Copa América ganado por.

En las semifinales, Chile derrotó a Colombia por 2 a 1 en el tiempo suplementario, mientras que Uruguay eliminó al conjunto local tras vencerlo 1 a 0 con gol de Antonio Alzamendi. (Uruguay clasificó automáticamente a las semifinales por ser el campeón vigente).
Por el tercer puesto, Colombia venció a Argentina por 2 a 1 con anotaciones de Gabriel Gómez y Juan Jairo Galeano para los cafeteros, y Claudio Paul Caniggia para los dueños de casa. (Fue la primera vez que se disputaba el tercer lugar en la Copa América).
El 12 de julio se jugó la gran final entre Uruguay y Chile en el estadio del River Plate, conocido popularmente como «el Monumental», ante unas 35.000 personas. El triunfo le correspondió a los celestes por 1 a 0 con gol de Pablo Bengoechea a los 56 minutos. El Príncipe Enzo Francescoli, conjuntamente con su compatriota Perdomo, y Eduardo Gómez y Fernando Astengo de Chile, fueron expulsados del terreno de juego.

## Resultados

### Primera fase

#### Grupo A
| Selección | Pts. | PJ | PG | PE | PP | GF | GC | Dif. |
| --------- | ---- | -- | -- | -- | -- | -- | -- | ---- |
| Argentina | 3    | 2  | 1  | 1  | 0  | 4  | 1  | +3   |
| Perú      | 2    | 2  | 0  | 2  | 0  | 2  | 2  | 0    |
| Ecuador   | 1    | 2  | 0  | 1  | 1  | 1  | 4  | –3   |

| 27 de junio de 1987 | Argentina    | 1:1 (0:0) | Perú      | Estadio Antonio V. Liberti, Buenos Aires                                   |                                                                            |
|                     | Maradona 47' |           | 59' Reyna | Asistencia: 40 000 espectadores Árbitro(s): Armando Pérez Hoyos (Colombia) | Asistencia: 40 000 espectadores Árbitro(s): Armando Pérez Hoyos (Colombia) |

| 2 de julio de 1987 | Argentina                               | 3:0 (0:0) | Ecuador | Estadio Antonio V. Liberti, Buenos Aires                                  |                                                                           |
|                    | Caniggia 50' · Maradona 67' (pen.), 85' |           |         | Asistencia: 30 000 espectadores Árbitro(s): Romualdo Arppi Filho (Brasil) | Asistencia: 30 000 espectadores Árbitro(s): Romualdo Arppi Filho (Brasil) |

| 4 de julio de 1987 | Perú        | 1:1 (1:1) | Ecuador  | Estadio Antonio V. Liberti, Buenos Aires                                |                                                                         |
|                    | La Rosa 87' |           | 72' Cuvi | Asistencia: 10 000 espectadores Árbitro(s): Asterio Martínez (Paraguay) | Asistencia: 10 000 espectadores Árbitro(s): Asterio Martínez (Paraguay) |

#### Grupo B
| Selección | Pts. | PJ | PG | PE | PP | GF | GC | Dif. |
| --------- | ---- | -- | -- | -- | -- | -- | -- | ---- |
| Chile     | 4    | 2  | 2  | 0  | 0  | 7  | 1  | +6   |
| Brasil    | 2    | 2  | 1  | 0  | 1  | 5  | 4  | +1   |
| Venezuela | 0    | 2  | 0  | 0  | 2  | 1  | 8  | –7   |

| 28 de junio de 1987 | Brasil                                                                 | 5:0 (2:0) | Venezuela | Estadio Olímpico de Córdoba, Córdoba                              |                                                                   |
|                     | Edú 33' · Morovic 39' (a.g.) · Careca 66' · Nelsinho 72' · Romário 89' |           |           | Asistencia: 8 000 espectadores Árbitro(s): Elías Jácome (Ecuador) | Asistencia: 8 000 espectadores Árbitro(s): Elías Jácome (Ecuador) |

| 30 de junio de 1987 | Chile                                      | 3:1 (1:1) | Venezuela         | Estadio Olímpico de Córdoba, Córdoba                                |                                                                     |
|                     | Letelier 17' · Contreras 70' · Salgado 83' |           | 24' (pen.) Acosta | Asistencia: 5 000 espectadores Árbitro(s): Luis Barrancos (Bolivia) | Asistencia: 5 000 espectadores Árbitro(s): Luis Barrancos (Bolivia) |

| 3 de julio de 1987 | Brasil | 0:4 (0:1) | Chile                              | Estadio Olímpico de Córdoba, Córdoba                                         |                                                                              |
|                    |        |           | 41', 68' Basay · 48', 75' Letelier | Asistencia: 15 000 espectadores Árbitro(s): Juan Daniel Cardellino (Uruguay) | Asistencia: 15 000 espectadores Árbitro(s): Juan Daniel Cardellino (Uruguay) |

#### Grupo C
| Selección | Pts. | PJ | PG | PE | PP | GF | GC | Dif. |
| --------- | ---- | -- | -- | -- | -- | -- | -- | ---- |
| Colombia  | 4    | 2  | 2  | 0  | 0  | 5  | 0  | +5   |
| Bolivia   | 1    | 2  | 0  | 1  | 1  | 0  | 2  | –2   |
| Paraguay  | 1    | 2  | 0  | 1  | 1  | 0  | 3  | –3   |

| 28 de junio de 1987 | Paraguay | 0:0 | Bolivia | Estadio Rosario Central, Rosario                                        |  |
|                     |          |     |         | Asistencia: 5 000 espectadores Árbitro(s): Enrique Labo Revoredo (Perú) |  |

| 1 de julio de 1987 | Colombia                     | 2:0 (1:0) | Bolivia | Estadio Rosario Central, Rosario                                 |                                                                  |
|                    | Valderrama 34' · Iguarán 89' |           |         | Asistencia: 5 000 espectadores Árbitro(s): Gastón Castro (Chile) | Asistencia: 5 000 espectadores Árbitro(s): Gastón Castro (Chile) |

| 5 de julio de 1987 | Colombia             | 3:0 (2:0) | Paraguay | Estadio Rosario Central, Rosario                                           |                                                                            |
|                    | Iguarán 8', 34', 50' |           |          | Asistencia: 10 000 espectadores Árbitro(s): Francisco Lamolina (Argentina) | Asistencia: 10 000 espectadores Árbitro(s): Francisco Lamolina (Argentina) |

### Segunda fase
|  | Semifinales                | Semifinales |                              |   | Final | Final |
|  |                            |             |                              |   |       |       |
|  | 8 de julio – Córdoba       |             |                              |   |       |       |
|  |                            |             |                              |   |       |       |
|  | Chile (t.s.)               | 2           |                              |   |       |       |
|  | Chile (t.s.)               | 2           | 12 de julio – Buenos Aires   |   |       |       |
|  | Colombia                   | 1           |                              |   |       |       |
|  | Colombia                   | 1           | Chile                        | 0 |       |       |
|  | 9 de julio – Buenos Aires  |             | Chile                        | 0 |       |       |
|  |                            | Uruguay     | 1                            |   |       |       |
|  | Argentina                  | Uruguay     | 1                            | 0 |       |       |
|  | Argentina                  |             |                              | 0 |       |       |
|  | Uruguay                    | 1           |                              |   |       |       |
|  | Uruguay                    | 1           | Partido por el tercer puesto |   |       |       |
|  |                            |             |                              |   |       |       |
|  | 11 de julio – Buenos Aires |             |                              |   |       |       |
|  |                            |             |                              |   |       |       |
|  | Colombia                   | 2           |                              |   |       |       |
|  | Colombia                   | 2           |                              |   |       |       |
|  | Argentina                  | 1           |                              |   |       |       |

#### Semifinales
| 8 de julio de 1987 | Chile                    | 2:1 (0:0, 0:0) (t. s.) | Colombia          | Estadio Olímpico de Córdoba, Córdoba                                      |                                                                           |
|                    | Astengo 106' · Vera 108' |                        | 103' (pen.) Redín | Asistencia: 10 000 espectadores Árbitro(s): Romualdo Arppi Filho (Brasil) | Asistencia: 10 000 espectadores Árbitro(s): Romualdo Arppi Filho (Brasil) |

| 9 de julio de 1987 | Argentina | 0:1 (0:1) | Uruguay       | Estadio Antonio V. Liberti, Buenos Aires                           |                                                                    |
|                    |           |           | 43' Alzamendi | Asistencia: 75 000 espectadores Árbitro(s): Elías Jácome (Ecuador) | Asistencia: 75 000 espectadores Árbitro(s): Elías Jácome (Ecuador) |

#### Tercer lugar
| 11 de julio de 1987 | Argentina    | 1:2 (0:2) | Colombia               | Estadio Antonio V. Liberti, Buenos Aires                                |                                                                         |
|                     | Caniggia 86' |           | 8' Gómez · 27' Galeano | Asistencia: 15 000 espectadores Árbitro(s): Bernardo Corujo (Venezuela) | Asistencia: 15 000 espectadores Árbitro(s): Bernardo Corujo (Venezuela) |

#### Final
| 12 de julio de 1987 | Uruguay        | 1:0 (0:0) | Chile | Estadio Antonio V. Liberti, Buenos Aires                                  |                                                                           |
|                     | Bengoechea 56' |           |       | Asistencia: 35 000 espectadores Árbitro(s): Romualdo Arppi Filho (Brasil) | Asistencia: 35 000 espectadores Árbitro(s): Romualdo Arppi Filho (Brasil) |

|                              |
| Bandera de Uruguay           |
| Campeón Uruguay 13.er título |

## Estadísticas

Países participantes según la fase alcanzada en el torneo

| Equipo | Equipo    | Pts | PJ | PG | PE | PP | GF | GC | Dif |
| ------ | --------- | --- | -- | -- | -- | -- | -- | -- | --- |
| 1      | Uruguay   | 4   | 2  | 2  | 0  | 0  | 2  | 0  | +2  |
| 2      | Chile     | 6   | 4  | 3  | 0  | 1  | 9  | 3  | +6  |
| 3      | Colombia  | 6   | 4  | 3  | 0  | 1  | 8  | 3  | +5  |
| 4      | Argentina | 3   | 4  | 1  | 1  | 2  | 5  | 4  | +1  |
| 5      | Brasil    | 2   | 2  | 1  | 0  | 1  | 5  | 4  | +1  |
| 6      | Perú      | 2   | 2  | 0  | 2  | 0  | 2  | 2  | 0   |
| 7      | Bolivia   | 1   | 2  | 0  | 1  | 1  | 0  | 2  | -2  |
| 8      | Ecuador   | 1   | 2  | 0  | 1  | 1  | 1  | 4  | -3  |
| 9      | Paraguay  | 1   | 2  | 0  | 1  | 1  | 0  | 3  | −3  |
| 10     | Venezuela | 0   | 2  | 0  | 0  | 2  | 1  | 8  | –7  |

## Goleadores
4 goles
- Arnoldo Iguarán

3 goles
- Diego Maradona
- Juan Carlos Letelier

2 goles
- Claudio Caniggia
- Ivo Basay

1 gol
- Careca
- Edu Marangon
- Nelsinho
- Romário
- Fernando Astengo
- Jorge Contreras
- Sergio Salgado
- Jaime Vera
- Juan Jairo Galeano
- Gabriel Gómez
- Bernardo Redín
- Carlos Valderrama
- Hamilton Cuvi
- Eugenio La Rosa
- Luis Reyna
- Antonio Alzamendi
- Pablo Bengoechea
- Pedro Acosta

Autogol
- Zdenko Morovic (ante Brasil)

## Mejor jugador del torneo
- Carlos Valderrama.[2]